# Scoringa
Scoringa er ifølge Origo gentis Langobardorum og Historia gentis Langobardorum af Paulus Diaconus navnet på det område hvor langobarderne bosatte sig efter de under anførelse af brødrene Ibor og Aio og sibyllen Gambara havde forladt deres hjemland i Skandinavien.
Det er uvist hvor landet ligger, sandsynligvis på den sydlige kyst af Østersøen eller Bardengau ved Elben. Afhængig af den etymologiske rekonstruktion af stednavnet kan "Scoringa" stamme fra urgermansk "*skuro" (=flod, kyst; cfr. engelsk: "shore", plattysk: "schore") og kan derved indikere et sted langs Elbens udmunding. Den tyske historiker Jörg Jarnut har forslået en alternativ teori, at navnet i stedet stammer fra det oldhøjtyske "scorro" (=klipper), hvilket kan indikere at det i stedet er området overfor øen Rügen hvis ikke selve øen eller en af de andre øer der ligger mellem den Skandinaviske halvø og Østersøen.